# Калач Костянтин Осипович
Костянтин Осипович Калач (1914 — 1975) — радянський футболіст, нападник. Насамперед відомий виступами за «Динамо» (Київ).
1936 року грав за київську команду «Вимпел», яка брала участь в Кубку СРСР.

## Досягнення
- Бронзовий призер чемпіонату СРСР: 1937
- Володар кубка УРСР: 1937, 1938, 1944